# Antonio Gómez Merlano
Antonio Gómez Merlano es un abogado y político colombiano nacido en Sincelejo que se desempeñó como Ministro de Agricultura durante el último año de gobierno del presidente Ernesto Samper.
Durante su gestión en el ministerio se destaca su participación en la décima cumbre de ministros de agricultura de la comunidad andina donde propuso elaborar una Resolución de la reunión de Ministros relativa a las  acciones para enfrentar conjuntamente el impacto  del fenómeno climático de El Niño en el sector agropecuario de la subregión ya que en ese momento las cosechas se estropearon seriamente.
En la actualidad se desempeña como procurador delegado ante el Consejo de Estado.